# Juan Van Halen
Juan Van Hallen y Sarti (San Fernando, 16 febbraio 1788 – Cadice, 8 novembre 1864) è stato un generale spagnolo.

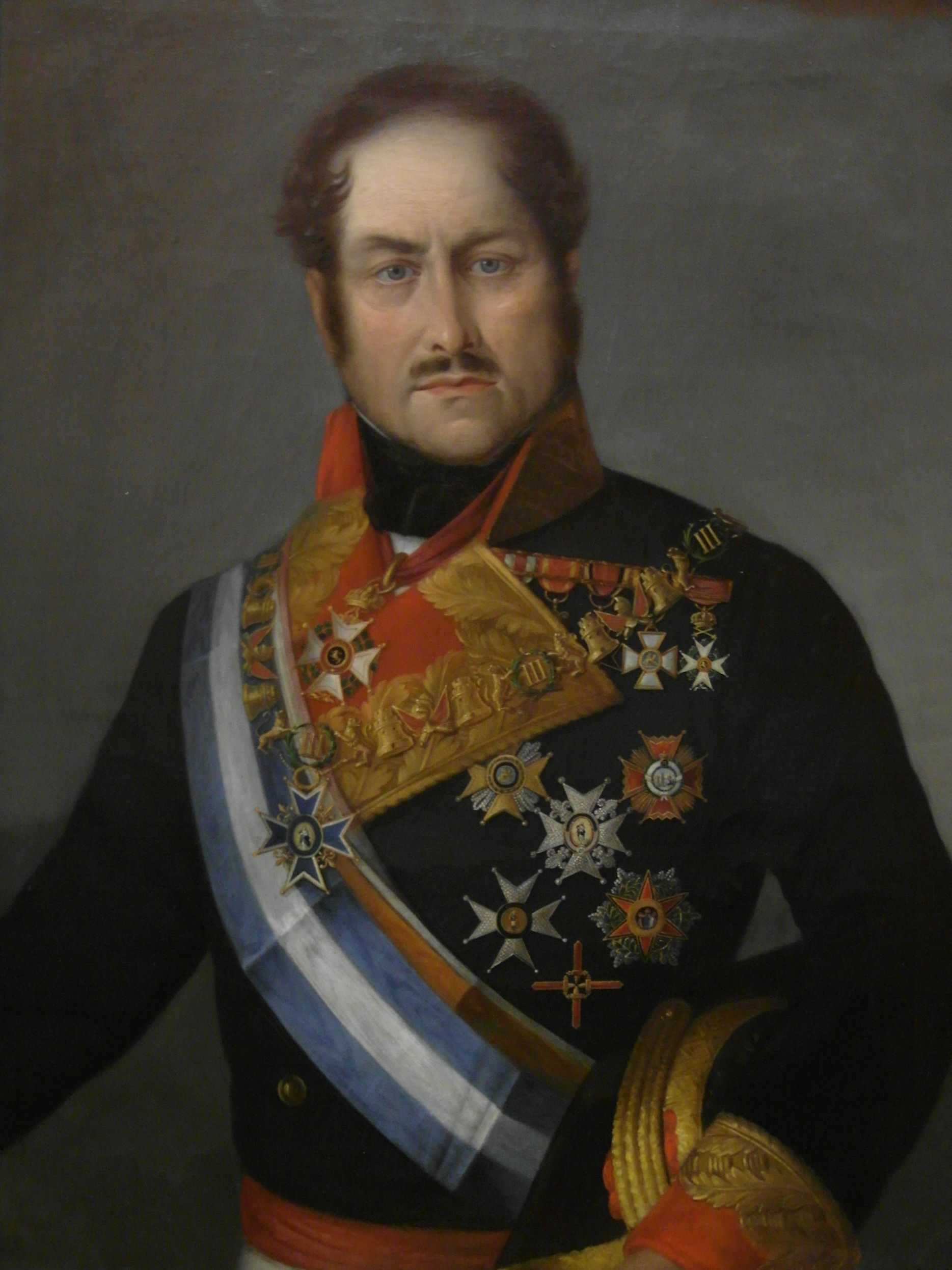
Ritratto di Juan Van Halen y Sarti nel 1853

Dopo aver combattuto nell'armata napoleonica durante la guerra d'indipendenza spagnola, è costretto a scappare dalla Spagna per cominciare una serie di viaggi per l'Europa attraverso i quali combatterà diverse guerre in vari paesi europei e in alcuni territori coloniali americani.

## Biografia
Van Halen è nato nell'Isola di León, odierna San Fernando, nella provincia di Cadice. Suo padre era comandante di una nave e, per tanto, ricevette un'istruzione navale di stampo nobile già dal 1800: tra il 1800 e il 1803 ha servito come guardia marina nella città di Cadice. Posteriormente, lascerà l'accademia per arruolarsi sulla nave Anfitrite, in viaggio verso L'Avana (Cuba) e Veracruz (Messico). Nel 1808 comincerà il suo servizio per il re francese di Spagna, Giuseppe Bonaparte, al servizio di cui combatterà a fianco dell'esercito francese durante la guerra d'indipendenza spagnola e che aiuterà a rifugiarsi in Francia nel 1813.
Finita la guerra, verrà incarcerato dalle forze dell'esercito spagnolo per l'aiuto dato ai francesi durante gli anni precedenti: l'investigazione nei suoi confronti comincerà nel 1815 a Murcia e poi a Madrid, per terminare con la sua incarcerazione il 21 marzo del 1817 con aggravanti per appartenenza a logge massoniche e per falsificazione di documenti durante la guerra.
Scappato dalla prigionia con l'aiuto di complici, Van Halen scapperà in Russia, verso la città di San Pietroburgo. Arriverà nella capitale zarista nel 1819 grazie all'aiuto di Pyotr Mikhailovich Volkonsky, un generale e consigliere dello Zar Alessandro I e capo generale dello staff dello zar dal 1815 al 1823. Durante la sua permanenza in Russia, Van Halen viaggerà a Mosca dopo le dimissioni di Volkonsky dei suoi titoli militari e politici nel 1824 (dopo un conflitto politico con Alexey Arakcheyev, un generale delle guerre napoleoniche e governatore di Mosca). Durante questo periodo, e grazie all'appoggio dell'ingegnere spagnolo Augustíne de Betancourt (Primo Ingegnere dell'Academia di Russia), Van Halen venne scelto come colonnello del regimento dei Dragoni del Caucaso a Tbilisi, in Georgia.
Servendo sotto il generale russo Aleksey Petrovich e il principe armeno Valerian Madatov, ha partecipato alla conquista di Josereck, il 21 giugno del 1820 contro le truppe di Surghai Khan,  posteriormente di Ashan Khan, nella regione del Daghestan. Grazie a questa vittoria, ricevette la medaglia dell'Ordine di San Giorgio. Nel 1854, Van Halen donerà il Yatagan ricevuto in queste campagne belliche al Museo Navale di Madrid. A causa delle idee liberali di Van Halen, lo Zar Alessandro I lo rimuoverà dal fronte caucasico e lo ricollocherà sul fronte austriaco nel 1820.
Nel 1821 ritornerà in Spagna nel bel mezzo del triennio liberale fino al ritorno dell'assolutismo, poi si trasferirà nella città di Matanzas, a Cuba, dove vivrà per tre anni intraprendendo relazioni economiche a New York e Filadelfia.
Nel 1830 si trasferirà in Belgio per partecipare alle lotte contro gli olandesi durante la rivoluzione belga. Dopo essere riuscito a raggiungere una veloce e spettacolare vittoria sul fronte olandese, aprì la via per l'entrata di Leopoldo I nella città di Bruxelles, dove venne proclamato generale del Nuovo Regno del Belgio. Divenne massone, membro del Grande Oriente del Belgio. Nel 1831, a capo di un gruppo di miliziani belgi e sostenuto economicamente da Juan Álvares de Mendizabal, guidò una spedizione in aiuto dei liberali portoghesi perseguitati dal re Michele I di Portogallo.
Prima e dopo la guerra in Belgio, Van Halen tornò in Spagna per prendere parte alle Guerre Carliste in Catalogna a fianco dei liberali di Isabella II secondo sotto il comando di Francisco Milans del Bosch, José María Torrijos e Francisco Espoz y Mina. Tra il 1833 e il 1838, viaggia tra la Spagna e il Belgio per poi stabilirsi per un periodo in Spagna. Nel 1843 si sposta in Inghilterra per seguire il generale spagnolo esiliato Baldomero Espartero.
Tornerà in Spagna nel 1854 dove, a Madrid, riceverà la Gran Croce del Re Carlo III il 30 novembre dello stesso anno.
Morirà l'8 novembre del 1864 a El Puerto de Santa María, in provincia di Cadice, dove tuttora è sepolto.

## Vita privata
Van Halen si sposò per la prima volta nel 1821 con María del Carmen Quiroga y Hermida, con cui rimase sposato fino al 14 febbraio del 1859, data della sua morte. Dopo essere rimasto vedovo, prese in moglie Clotilde Butler y Abrines,  figlia di un capitano di fregata della marina militare spagnola.